# Baseball aux Jeux olympiques d'été de 1956
Le baseball fait partie des deux sports de démonstration présents au programme olympique officiel des Jeux olympiques d'été de 1956. L'article 43 du règlement du CIO stipulait que le comité d'organisation peut ajouter au programme des démonstrations de deux sports, l'un étant un sport national (en l'occurrence le football australien), l'autre un sport non pratiqué dans le pays organisateur.
Un seul match est programmé le 1er décembre à 12h30 au Melbourne Cricket Ground entre les États-Unis, plus précisément des militaires de Far East Command et l'Australie.

## Feuille de match
| Équipe     | 1 | 2 | 3 | 4 | 5 | 6 | R  | H | E |
| ---------- | - | - | - | - | - | - | -- | - | - |
| États-Unis | 2 | 0 | 4 | 0 | 2 | 3 | 11 | ' | ' |
| Australie  | 0 | 1 | 0 | 0 | 1 | 3 | 5  | ' | ' |

| États-Unis | Australie |
| --- | --- |
| - Leonard Weissinger (Manager) - Walter Koziatek - Vane Sutton - Angelo Barro - Anthony Denicole - Joe Belack - Joseph Poglajen - Garethe Methvin - Rudolph Martinez - John Clement - Ken Cochran - Ken Lowe - Floyd Lasser - Alvin Pfeffer - John Riley - George Zucca - Tom Black - Jesse Finch - Richard Griesser - Bruce Holt - Ben Dolson | - Reg Darling (Manager) - Eddie Moule - Peter Box - Robert Teasdale - Max Lord - Barry Wappett - Colin Payne - Kenneth Smith - Max Puckett - Neil Turl - Norman Tyshing - Ken Morrison - Norman White - Peter McDade - John Langley - Neville Pratt - Ross Straw |

## Source
- (en) [PDF] Le rapport officiel du comité organisateur des Jeux du XVI Olympiade Melbourne 1956, p. 716-715